# 栗東市立金勝小学校
栗東市立金勝小学校（りっとうしりつ こんぜしょうがっこう）は、滋賀県栗東市御園にある市立の小学校。登下校時に地域住民らで結成した「スクールガード」が防犯見守りを実施している。

## 所在地
- 滋賀県栗東市御園911−1[2]

## 沿革
- 1875年（明治8年）6月5日 - 勉修学校設立[3]。
- 1886年（明治19年）11月 - 簡易科御園小学校と改称。
- 1888年（明治21年）4月 - 尋常科御園小学校と改称。
- 1889年（明治22年）9月19日 - 尋常科金勝小学校と改称。
- 1900年（明治33年）1月23日 - 金勝尋常高等小学校と改称。
- 1902年（明治35年）2月8日 - 現在地に新築移転。
- 1941年（昭和16年）4月1日 - 国民学校令により金勝国民学校と改称。
- 1947年（昭和22年）4月1日 - 学制改革により金勝村立金勝小学校と改称。
- 1954年（昭和29年）10月1日 - 町村合併により栗東町立金勝小学校と改称。
- 1975年（昭和50年）1月23日 - 全館鉄筋校舎新築。
- 1999年（平成11年）11月4日 - 全館耐震構造改築。
- 2001年（平成13年）10月1日 - 市制施行により栗東市立金勝小学校と改称。

## 校区
- 山入、辻越、蔵町、中村、上向、下向、川南、中浮気団地、美之郷、浅柄野、雨丸、ルモンタウン、片山、走井、成谷、井上、東坂、観音寺、トレセン一区～八区[4]

## 主な進学先
- 栗東市立栗東中学校

## 出身者
- 池江泰寿 - 調教師[5]。
- 武豊 - 騎手[5]。池江泰寿は同級生[5]。
- 福永祐一 - 元騎手　現・調教師[1]。2014年（平成26年）7月4日に金勝小学校で講演を行った[1]。